# Magdalena Rădulescu
Magdalena Rădulescu (n. 1902, Râmnicu Vâlcea - d. 28 februarie 1983, Paris) a fost o pictoriță de origine română.

## Biografie

### Primii ani
S-a născut la Râmnicu Vâlcea dar a petrecut cea mai mare parte a copilăriei la Constanța.
După cum consemnează istoricul de artă Petre Oprea care a întâlnit-o prima oară cu prilejul vizitei sale în țară în anul 1957, perioada copilăriei a fost „extrem de fericită”, după anii de Constanța, unde tatăl ei era inginer de cale ferată, acesta „ a ajuns directorul unei societăți forestiere din Curtea de Argeș și s-a mutat cu familia în acest orășel cu multe biserici, decorate cu fresce de toată frumusețea. De aceea mai toată vara colinda cu șareta prin împrejurimi ca să admire interioare de lăcașuri și să asiste duminicile, ca și de sărbători, la hore și chiar să participe la nunți, privind cu nesaț la îmbrăcămintea albă cu broderii colorate a țăranilor și la jocurile lor.”
Din 1916 începe abrupt o altă perioadă,. 
| “ | Anii primului război mondial au curmat aceste deplasări. Acum țăranii îmbrăcau haine cernite, iar horele nu mai aveau loc decât arareori și fără să mai emane atmosfera sărbătorească de odinioară. Totul era trist, cimitirele și jalea mamelor și a văduvelor o demoralizaseră. Devenise apatică și doar când desena, ceea ce se întâmpla rar, devenea iar fata optimistă și veselă de dinainte. | ” |

### PerioadaAcadémie de la Grande Chaumière
Părinții îngrijorați de această stare, hotărăsc să o lase să se dedice picturii și decid ca după finalizarea liceului să studieze nu la București, ci direct la München, „căci, acolo, socoteau părinții, puteau învăța fiica lor metodic și temeinic tainele artei”. Însoțită de mama sa, a studiat pictura în mai multe școli particulare și în cele din urmă a intrat sub supravegherea pictorului peisagist Max Angerer (1877-1955). Acesta picta într-un stil impresionist peisaje din Tirolul natal. Nu este de mirare că pictorița în confesiunile sale către Petre Oprea a considerat perioada un calvar. „Iubea și era subjugată de pictură, dar nu spre care era îndrumată”.
Apoi a plecat singură la Paris unde s-a înscris la Académie de la Grande Chaumière, aici studiind cu Bernard Boutet de Monvel (1881-1949) și René-Xavier Prinet (1861-1946), fondator, alături de Antoine Bourdelle, al Academiei în 1904.
Primul, pictor, sculptor și gravor, era și ilustrator de modă și de interioare, care în anii aceia folosea în pictură o culoare fermă, iar portretele, foarte stilate, fie că era vorba de parizieni din lumea bună sau de maharajahi și alte personalități exotice, erau reduse la esențial, redate frontal și fără expresie, cu monumentalitate folosind pentru această planitate și un unghi scurt. Datorită gustului său impecabil, Bernard Boutet de Monvel trecea drept unul dintre cei care dădeau tonul dandismului parizian. Ajuns în primul război mondial pe frontul din Maroc, pictează după demobilizarea din 1919 o serie de tablouri în care vine cu o viziune nouă asupra orientalismului, departe de clișeele de altă dată. Privind la picturile sale, atât portretele, cât și peisajele marocane, se poate constata că Magdalena Rădulescu a învățat de la acesta soluții plastice și de viziune pe care le va aplica în opera sa inspirată din cele văzute în țară.            
Academia Grande Chaumière, la care studia, reprezenta „trecutul și prezentul cel mai pur al vieții artistice din Montparnasse...un loc de întâlnire pentru artiștii internaționali”. 
În Montparnasse va sta zece ani - o spune chiar artista - profitând de efervescentul mediu artistic și, la Academie, îl întâlnește în 1925 și pe viitorul ei soț, pictorul italian Massimo Campigli (1895-1971) cu care va fi căsătorită între 1927-1939. Prin el îl cunoaște pe sculptorul Alberto Giacometti (1901-1966), și amândoi hotărăsc ca, la vizita pe care urmau să o facă în atelierul lui Constantin Brâncuși, să o ia și pe ea pentru că era româncă. Când Constantin Brâncuși a aflat că este chiar olteancă, atenția lui s-a îndreptat cu precădere spre vizitatoare, mai ales că era strălucitor de frumoasă. Va mai cunoaște multe alte personalități ale avangardei internaționale, literare și artistice din Parisul interbelic.                                                                                                                                                                                                                                                                                                                                                                                                        

## Activitate

### Anii 1920 - 1950
Debutează la Salonul Oficial din țară în 1924, iar în Franța, din 1927, trei ani consecutiv, Magdalena Rădulescu participă cu câte două lucrări la Salon des Indépendants . În 1928 participă deja la Bienala de la Veneția, în 1933 la Salon des SuperIndépendants, Paris, în 1937 la Expoziția Universală de la Paris și în 1945 la Salonul Oficial de Grafică din țară.
În 1931-1932, cei doi soți fac o vizită în țară, inclusiv în zona Argeșului, după cum reiese din uleiul Figuri din Argeș de Massimo Campigli aflat în colecția Muzeului Krikor H. Zambaccian și din însemnările colecționarului: „Tot la Paris am făcut cunoștința pictorului italian Massimo Campigli. Fiind însurat cu românca Magdalena Rădulescu a fost la noi în țară prin 1931, când i-am pozat pentru un portret, de asemenea și soția mea. Cu prilejul expoziției sale am reținut o compoziție „Două femei din Argeș”.
Colecționarul este entuziasmat de arta avangardistului italian, mergând până la subestimarea pictoriței: „Pentru mine, Campigli este cel mai valoros pictor italian contemporan, arta sa are un stil propriu, un specific ce ține de tradițiile etrusce de la care pornește pentru a le interpreta în sensul cel mai actual al cerințelor artei. Magdalena Rădulescu a fost influențată de arta soțului său. Ea a divorțat dar nu și de pictura lui, după cum glumeam eu pe atunci”.     
Adevărul era exact invers și acesta a fost unul dintre motivele despărțirii, după cum mărturisea artista istoricului de artă Petre Oprea. La început soțul se ocupa în principal de gazetărie, pictura rămânând pe planul al doilea, ea îndemnându-l să-i acorde mai multă importanță. Venind în țară în 1931-1932, el pictează aici și deschide o expoziție în luna martie a anului 1932 la Galeria Hasefer, unde expuneau avangardiștii. Eugen Ionescu, Nicolae Tonitza, Mac Constantinescu și alții au scris critici elogioase, deși el era influențat de ea și îi prelua „deseori subiectele și mai ales tehnica”, iar în cronici se lăudau „calitățile novatoare ale picturii lui Campigli, pe care ea le considera ca descoperiri proprii”.

### Schibarea stilului de a picta
Pictorița revine în țară în preajma celui de-al doilea război mondial, în 1938, urmând o perioadă de aproximativ zece ani în care lucrează cu ardoare, organizând câte o expoziție personală în fiecare an între 1939-1945. Își schimbă stilul și repertoriul cu scopul de a se delimita de ceea ce picta fostul ei soț: „El rămânând la redarea personajelor în poziții statice, ea a optat pentru personaje din ce în ce mai dinamice”.      
Este și perioada în care pictează subiecte cu țigani, „scene bizare și fastuoase cu țigani într-o stilizare expresionistă”, reușind și în această direcție să depășească stereotipurile, așa cum o demonstrează pictura „Portret de țigan”. La această tematică renunță în 1944, revenind la ea pentru a ilustra cartea prietenului Miron Radu Paraschivescu, Cântice țigănești, dar nu a mai lucrat după model, ci a făcut figuri sugestive într-un stil primitivist. Alături de scenele și portretele cu tătari, țiganii sunt a doua minoritate care i-a atras atenția artistei care știa să descopere particularitățile și de vestimentație ale celor portretizați, înnobilând, monumentalizând și uneori hieratizând. De asemenea, rupând figurile din orice fel de context, cu un fundal de culoare, le conferă un aspect atemporal - imagini-efigie a etniei.     
Temele etnografice sunt multiple: Cină (1939), Horă (1940), Jelirea mortului (1941), La tors (1942), Horă la sat (1945), Călușarii (1945), Dansatoarele focului (1945), Cules de vie (1946), fiind, după cum observa Mircea Deac, „recognoscibile elementele extrase din lumea reală, dar personajele sunt detașate de realitatea lor strictă, trăind și plutind într-o lume de vis”.     

### Opiniile criticilor de artă
Dacă în această perioadă, cel mai adesea lucrează cu modele, după părăsirea țării, acest lucru nu a mai fost posibil și de aceea artista a pictat mulțimi cu figuri slab sau deloc individualizate. Amintirea Călușarilor sau Horelor, continuând tematica anterioară, devine obsesivă, temele fiind mereu și mereu reluate, cât timp a mai pictat, accentul căzând pe dinamica figurilor. Criticul de artă Jacques Lassaigne (1911 - 1983), mare cunoscător și prieten al artei românești, scria în 1947: „Toată opera sa este inspirată din folclorul românesc privit nu ca un element de cercetare istorică sau decorativă, ci ca un repertoriu de forme arhitecturale. Deci, în pânzele sale, nu există nici un element pitoresc sau anecdotic, ci doar un fel de reîntoarcere la minunatele armonii esențiale...ar putea cu ușurință să compună un surprinzător balet”. În 1965, cu prilejul expoziției personale de la Nisa la Galeria Nombre d'or, Riou Rouvert scria că pictura ei se referă la „o lume populară, abandonându-se bucuriei dansurilor românești, vibrând de fantezia comunității, de integrare a individului în fericirea colectivă.”
Pentru a ilustra modul în care Magdalena Rădulescu înțelegea să se inspire în toate sensurile din arhetipurile artei tradiționale, vom puncta și stilul vestimentar al artistei, marcat de arta țărănească românească sau a altor popoare din Balcani, ea adaptând stilului note urban note etnografice și fiind în acest sens o precursoare a ceea ce s-a numit tendința etno în moda vestimentară. Aceste combinații au atras atenția criticilor de artă, care nu nu puteau trece cu vederea că vestimentația ei era o altă formă de manifestare a opțiunilor ei artistice și culturale. Astfel, criticul Petru Comarnescu descrie o ținută vestimentară a artistei în 1946:
| “ | ... îmbrăcată fantezist, cu o căciulă ca a lui Mihai Viteazul sau a lui Peneș Curcanul, cu rochii simple, dar împodobite cu paftale și brățări balcanice, purtând uneori cizme, dar pășind ușor și discret, ca dusă de gânduri și vise. | ” |

 Aproape un sfert de secol mai târziu, stilul vestimentar pare să fi rămas același, chiar dacă pictorița trăia în Franța, așa cum reiese din descrierea din 1970 a lui Petre Oprea: „Purta un suman țărănesc larg și lung, din lână seină, strâns în talie de un brâu îngust, roșu, înfășurat de două ori cu un nod mare, pe umăr îi atârna o traistă cu dungi albe și negre, în picioare purta cizme negre, din piele de calitate, cert din garderoba unui ofițer de odinioară, iar pe cap o mare căciulă albă cu vârful foarte înclinat spre dreapta, având în față prinsă o mare broșă baghetă cu o piatră roșu strălucitor”.     
Încă de la bun început, de la prima ei expoziție personală, cea din 1936, de la Paris, a fost remarcată pasiunea pictoriței pentru tot ceea ce provenea din mediile populare. Francezul H. Frédéric Pollèche a afirmat concis:
| “ | Pictura sa este în întregime națională. Ea este, prin aceasta, chiar excepțională, vor simți toți aceia care au văzut și au simțit România | ” |

. Această constantă a operei sale picturale cu adânci rădăcini în primele două decenii de viață petrecute la Râmnicu Vâlcea, Constanța și Curtea de Argeș se va manifesta stilistic diferit pe parcursul vieții, întotdeauna cu mijloacele avangardei artistice și cu o egală vigoare.     

## Lucrări
Subiectele preferate de Magdalena Rădulescu au fost personajele de carnaval, scene din dansurile populare românești (călușarii), obiceiuri populare românești (nunți, obiceiuri străvechi), redate într-o manieră alertă, cu un colorit exuberant, cu influențe din Paul Gaugain sau Marc Chagall. A realizat și autoportrete, portrete și ilustrații de carte.
Desene:
- Danse magic, desen cu fetru semnat în dreapta jos, dim: 53 x 40 cm;
- Fecioara și copilul, pastel, semnat în dreapta jos, dim: 31,5 x 24 cm;
- Femeie cu cercel, pastel, semnat în dreapta jos, dim: 31,5 x 24 cm;
- Portret de bărbat, tuș și acuarela, semnat în stânga jos, dim: 36 x 27 cm;
- Extazul, tuș și laviu, semnat în dreapta jos, dim: 31 x 25 cm;

Câteva picturi de Magdalena Rădulescu inspirate din viața țărănească, din costumația țăranilor români sau altor minorități din România
1. Portret de țăran din Argeș, ulei pe pânză, 55x46 cm, semnat și datat stg. jos spre mijloc în sgrafitto: M. Rădulescu, 1929. Colecția Ioana și Radu Moțiu.
2. Nuntă tătărească, ulei pe lemn, 56x65 cm, semnat și datat dreapta jos, în gri: „Nunta este unul dintre subiectele preferate ale artistei. Compoziția lucrării, închisă lateral de un drapaj ca al unei cortine, este piramidală (cu una dintre laturi spre privitor) și se structurează pe cele șase personaje feminine, așezate pe scaune. Mireasa este plasată în primul plan, între alte două tinere împodobite foarte asemănător. Celelalte trei personaje sunt dispuse în planul secund, pe colțurile unui triunghi. Personajele, vag individualizate, cu figuri inexpresive, tratate în maniera picturii naive, cu capul ușor plecat, pleoapele lăsate - cu excepția miresei și a tinerei din dreapta lucrării - sunt înveșmântate în costume populare, cu ie, pieptar și catrință, având capul acoperit cu un voal. Formele sunt simplificate, ușor geometrizate.

Întreaga lucrare este realizată într-o pensulație rapidă, aparent neglijentă, cu atenție minimă acordată detaliilor. Cromatic domină albul (și cu valoare simbolică), alburile colorate, înveselite de intervențiile de roșu, brun, albastru și ocru din motivele decorative ale costumaților. Pete mai mari de culoare, roșu, brun, albastru, ocru auriu, gri albăstrui, nuanțate, intervin la catrințe și covorul din fața fetelor din primul plan”. - Iulia Mesea, fișă de clasificare în Patrimoniul cultural-național.
3. Autoportret în costum oriental, [anii '40 ], ulei pe pânză, 61,5 x 46 cm, semnat stânga jos, cu brun,. Magdalena Rădulescu. Colecție particulară, vândut prin licitație la Artmark (6.500 euro).
4. Târgul de oale, ulei pe pânză, 73 x 92.5 cm, semnat și datat stânga jos, cu brun: Magdalena Rădulescu, 1944. Colecție particulară, vândut prin licitație la Artmark cu 3500 de euro.

Pictură:
- Clown dansant, tehnica mixta pe lemn, dim: 15 x 8 cm;
- Figures de cirque, ulei pe lemn, semnat în dreapta jos. dim: 40 x 50 cm;
- La dans, ulei pe pânză, semnat în dreapta jos, (1962), dim: 38 x 46 cm;
- Tamburul, ulei pe pânză semnat în dreapta jos, dim: 38 x 46 cm;
- Poveste colorată, ulei pe pânză, semnat în dreapta jos dim: 60 x 72 cm;
- Cavalcada, ulei pe pânză, semnat în dreapta jos, dim: 65 x 92 cm;
- Autoportret, ulei pe lemn, semnat în dreapta jos, dim: 60 x 45 cm;
- La dans, ulei pe pânză, semnat în dreapta jos, dim: 65 x 80 cm;
- Muzicienii, ulei pe pânză, semnat în dreapta jos, dim: 73 x 97 cm;
- Jongleur, ulei pe lemn, semnat în dreapta jos, (1960), dim: 64 x 49 cm;
- Cai în arena circului, acuarelă pe hârtie, semnat și datat dreapta jos, cu negru, (1969), dim: 32 × 47,5 cm;[30]
- Cetățeni, ulei pe carton, semnat și datat dreapta jos, cu roșu, 1969, dim: 52,5 × 41 cm;
- Jocul cailor, acuarelă pe carton subțire, semnat, datat și localizat dreapta jos, cu negru, (1977), Paris, dim: 50 × 67,5 cm;
- Jocul călușarilor, ulei pe carton, semnat dreapta jos, cu negru, dim: 46,5 × 65 cm;
- Clown, ulei și pix pe hârtie, semnat dreapta jos, în pix, dim: 30,5 × 23,5 cm;
- Studii de nud, ulei pe pânză, semnat stânga jos, cu verde, dim:  45,5 × 44 cm;
- Călăreți albaștri, ulei pe pânză, semnat stânga jos, cu roșu, dim: 53 × 65 cm;
- Călușari, ulei pe pânză, semnat și datat dreapta jos, cu roșu, (1959), dim: 65 × 80,5 cm;
- Acrobați, ulei pe carton, semnat și datat dreapta jos, cu negru, (1969), dim: 50 × 63 cm;
- Debarcarea din Normandia, ulei pe placaj, semnat dreapta jos, cu brun, dim: 48 × 77 cm;
- Cavalcadă, ulei pe pânză, semnat dreapta jos, cu negru, dim: 40,5 × 59,5 cm;
- Dansul, ulei pe piatră, dim: 14 × 19 cm;
- Proiecte de evantai, decorate cu motive animaliere și cu personaje, semnat dreapta jos, în creion;
- Muzică, ulei și tempera pe hârtie lipită pe carton, semnat dreapta jos, cu negru, dim: 31 × 36 cm;
- Les cavaliers, ulei pe pânză, semnat și datat dreapta jos, cu brun, (1964), dim:  54 × 72,5 cm;
- Paradă, ulei pe pânză, semnat și datat stânga jos, cu negru, (1974), dim:  60,5 × 49,5 cm;[30]
- Toreador;
- Actorii;
- Mireasa;[3]
- Prințesa;[31]
- Călăreți în asalt;[31]
- Portret Cécile Lauru, (1941?);